# 神津 (海防艦)
神津 （こうづ）は、日本海軍の海防艦。鵜来型海防艦の8番艦。太平洋戦争を生き延びて復員輸送に従事した後、1947年に賠償艦としてソ連に引き渡された。艦名は、東京都の神津島にちなむ。

## 起工までの経緯
改⑤計画の海防艦、第5251号艦型の5番艦、仮称艦名第5255号艦として計画。未起工艦のうち日立造船に建造が割り当てられていた艦は通称「日振型」として建造されることになるが、マル急計画艦と異なり掃海具を装備せずに九四式爆雷投射機と三型爆雷装填台を1基ずつ増備する変更がされた。

## 艦歴

### 起工-竣工-訓練
1944年（昭和19年）10月20日、浦賀船渠で起工。12月8日、「神津」と命名され鵜来型に分類されて同級の8番艦に定められる。31日、進水。1945年（昭和20年）1月7日、艤装員事務所を設置。15日、艤装員長に本戸吉彦少佐が着任。2月7日竣工。本戸少佐（神津艤装員長）は神津海防艦長となる。同日附で、神津艤装員事務所は撤去された。本籍を横須賀鎮守府籍に定められ、横須賀鎮守府警備海防艦となり呉鎮守府部隊呉防備戦隊に編入された。
3月6日、神津は横須賀を出港し、11日に呉に到着。23日から5月5日にかけて佐伯、七尾を基地として、付近の海上にて対潜水艦を主体とした諸訓練を実施。
5月5日、海上護衛総司令部第一護衛艦隊第一海防隊に編入された。

### 日本海軍艦艇
1945年（昭和20年）5月6日、神津は舞鶴鎮守府司令部の命により、敵潜水艦の日本海への侵入を阻止するため、朝鮮海峡の対潜哨戒任務に就く。26日、舞鶴を出港し、27日に鎮海に到着。27日から6月15日にかけて鎮海を基地として、麗水・的山間を往復し、他の海防艦と協力して、敵潜の警戒哨戒に当る。この間に一度電探により敵潜らしきものを捕捉し、爆雷攻撃を行った。戦果は不明なるも、警戒線より撃退した。
19日、神津は関釜連絡船の護衛任務に就く。これはB-29による日本本土港湾への機雷投下（飢餓作戦）が始まり、下関港をはじめ全国の港湾が封鎖されたためで、これに伴い関釜連絡船は下関港および門司への入港は不可能となり、日本海沿岸の他の港へ入港することとなる。以降は関釜連絡船他の輸送船団の護衛にあたる。
7月7日から20日にかけて、鎮海・楡津といった朝鮮から七尾に向かう引揚げ船団を護衛。8月8日、七尾を出港して七尾と舞鶴の間の日本海沿岸の対潜哨戒にあたる。8月15日の終戦時は能登半島沖にて対潜哨戒中で、0900に舞鶴鎮守府よりの電令により終戦の報を知り舞鶴に向かい、翌16日に到着した。25日、横須賀鎮守府第一予備海防艦に定められる。11月30日、海軍省の廃止に伴い除籍された。

### 掃海艦
1945年（昭和20年）12月1日、第二復員省の開庁に伴い、大湊地方復員局所管の掃海艦に定められ、大湊地方復員局大湊掃海部に所属。日本近海の機雷の掃海に従事した。
1946年（昭和21年）9月1日、大湊地方復員局所管の特別輸送艦に定められ、同時に特別保管艦に指定される。1947年（昭和22年）3月31日、横須賀地方復員局所管に改められた。
8月28日、駆逐艦春月、海防艦海第48号、海第71号、海第76号、海第77号、海第102号と共に賠償艦としてナホトカにてソ連に引き渡され、同日附で特別輸送艦の定めを解かれた。

### ソ連海軍時代
ソ連では、「護衛艦」を意味する「EK」の略号を与えられ、EK-47(ЭК-47エーカー・ソーラク・スェーミ)の艦名で太平洋艦隊に編入された。10月にウラジオストクに回航。
1948年7月5日、海洋観測艦に改装され、「北」という意味のノルド（ロシア語:Нордノルド）に改称された。
1949年1月にはソ連海軍総司令部作戦局により、各旧日本艦の再兵装案が作成された。計画されたノルドの再兵装案は以下の通りである。
- B-34型100mm単装砲1基
- 70K型37mm単装機銃4基
- BMB-1型爆雷投射機2基

しかし改造費用が多額になること、造船所の整備対応能力が欠けていたことから造船省の首脳部が旧日本艦の工事を拒否し、艦政局も本格的な改造を諦めて最低限の工事を施すことにした。このためノルドを含めた多くの旧日本艦は1953年まで保管状態におかれた。1952年5月、ソ連海軍総司令官ニコライ・クズネツォフ中将は1949年5月12日付けの各旧日本艦の再兵装案を承認した。計画されたノルドの再兵装案は以下の通りである。
- V-11型37mm連装機銃3基もしくは70K型37mm単装機銃6基
- Fakel-M型識別装置
- MDSH型発煙筒20個（有事搭載）
- R-644型短波受信機
- R-671型短波受信機
- R-673型全周波受信機
- R-609型超短波受信機

1951年から1953年にかけてウラジオストクの第90船舶修理工場で再就役工事を受ける。6月15日、「測深器」という意味のグロボーニャ（ロシア語:Глубомерグロボーニャ）に改称された。1954年、太平洋艦隊第335支隊に配属。同年第90船舶修理工場で工作艦（плавучая мастерская）への改造工事を受け、3月12日、PM-62(ПМ-62ペエーム・シヂスャート・ドヴァー。「第62号工作艦」といった意味)に改称される。1965年、第47海防旅団に配属。その後、1969年1月25日に退役し、解体のため資金資産局へ引き渡された後、解体された。

## 海防艦長/艦長
艤装員長
1. 本戸吉彦 少佐：1944年12月10日[6] - 1945年2月7日

海防艦長/艦長
1. 本戸吉彦 少佐：1945年2月7日[7] - 1945年11月1日
2. 原口昇 少佐：1945年11月1日[8] - 1945年11月6日
3. 大内修助 少佐：1945年11月6日[9] - 1945年11月10日[10]、以後11月29日まで艦長の発令無し。
4. 星出隆臣 大尉/第二復員官/第二復員事務官/復員事務官：1945年11月29日[11] - 艦長 1945年12月1日 - 1946年10月2日
5. （兼）山名寛雄 復員事務官：1946年10月2日[12] - 1947年7月29日（本職：生野艦長）
6. 山名寛雄 復員事務官：1947年7月29日 - 1947年8月28日